# Derotmema piute
Derotmema piute är en insektsart som beskrevs av Rehn, J.A.G. 1919. Derotmema piute ingår i släktet Derotmema och familjen gräshoppor. Inga underarter finns listade i Catalogue of Life.